# NGC 6336
NGC 6336 is een balkspiraalstelsel in het sterrenbeeld Hercules. Het hemelobject werd op 11 juli 1876 ontdekt door de Franse astronoom Édouard Jean-Marie Stephan.

## Synoniemen
- UGC 10786
- MCG 7-35-57
- ZWG 225.89
- PGC 59976